# Сіріль Жульян
Сіріль Жульян (фр. Cyril Julian, 29 березня 1974) — французький баскетболіст.
Срібний призер Олімпійських Ігор 2000 року.
Переможець Юнацького чемпіонату Європи (U-18) 1992 року.